# Burmoniscus mauritiensis
Burmoniscus mauritiensis är en kräftdjursart som först beskrevs av Stefano Taiti och Franco Ferrara 1983.  Burmoniscus mauritiensis ingår i släktet Burmoniscus och familjen Philosciidae. Inga underarter finns listade i Catalogue of Life.